# Xiaoshan Linchang (bondby i Kina, Heilongjiang Sheng, lat 48,09, long 130,00)
Xiaoshan Linchang (kinesiska: 笑山林场) är en bondby i Kina. Den ligger i provinsen Heilongjiang, i den nordöstra delen av landet, omkring 360 kilometer nordost om provinshuvudstaden Harbin. Antalet invånare är 520. Befolkningen består av 258 kvinnor och 262 män. Barn under 15 år utgör 10,0 %, vuxna 15-64 år 72 %, och äldre över 65 år 16,0 %.
Runt Xiaoshan Linchang är det ganska tätbefolkat, med 155 invånare per kvadratkilometer. Xiaoshan Linchang är det största samhället i trakten. I omgivningarna runt Xiaoshan Linchang växer i huvudsak blandskog.
Genomsnittlig årsnederbörd är 1 046 millimeter. Den regnigaste månaden är juli, med i genomsnitt 261 mm nederbörd, och den torraste är januari, med 9 mm nederbörd.